# 长叶尾稃草
长叶尾稃草（学名：Urochloa longifolia）为禾本科尾稃草属下的一个种。